# Xã Fram, Quận Wells, Bắc Dakota
Xã Fram (tiếng Anh: Fram Township) là một xã thuộc quận Wells, tiểu bang Bắc Dakota, Hoa Kỳ. Năm 2010, dân số của xã này là 58 người.